# Àlber de les Cases de Barbens
L'Àlber de les Cases de Barbens (Populus alba) és un arbre que es troba a les Cases de Barbens (Anglesola, l'Urgell), el qual té una amplada de capçada gens habitual en la seua espècie.

## Dades descriptives
- Perímetre del tronc a 1,30 m: 3,85 m.
- Perímetre de la base del tronc: 5,28 m.
- Alçada: 21,71 m.
- Amplada de la capçada: 23,18 m.
- Altitud sobre el nivell del mar: 289 m.[1]

## Entorn
Es troba en una cruïlla de camins d'una finca agrícola molt gran. La masia, d'una envergadura extraordinària, actualment és tancada, però no les cases de la colònia de treballadors, on viuen immigrants. Hi ha una gran extensió de conreus actius de pomeres i d'alfals al seu entorn. L'àlber creix just al costat d'un canal de reg, on creix freixe de fulla petita, esbarzer, canyís, amarant, malva, morella de paret i ravenissa blanca. Entre els animals que s'hi poden veure figuren el milà reial, el tudó, el picot verd, el pardal comú i l'estornell.

## Aspecte general
No mostra gaire bon estat: el tronc presenta càries i una gran quantitat de ferides, cops i branques trencades (entre les quals hi ha l'ull de creixement primari). Tot i això, l'arbre presenta una estructura global vigorosa. La seua bellesa és remarcable, tant per la seua ubicació com per la particular forma de capçada oberta (segurament deguda a una escapçada provocada per un cop de vent).

## Curiositats
A banda i banda del camí que porta a les Cases hi ha un passeig de plàtans. Així mateix, des de l'àlber, seguint el camí que duu a la part de darrere de la casa pairal, hom troba a pocs metres primerament un altre àlber d'importants dimensions i, just abans d'arribar als edificis, un enorme poll negre de forma piramidal.

## Accés
Si anem des de Tornabous cap a Barbens per la carretera LV-3341, al punt quilomètric 4,5, a la nostra esquerra hi ha un trencall que ens deixa a les Cases de Barbens, on, abans d'arribar-hi, trobarem l'àlber. GPS 31T 0335922 4614807.